# Sara Aldrete
Sara María Aldrete, surnommée La Madrina (La Marraine en français), née le 6 septembre 1964 à Matamoros (Tamaulipas), est une tueuse en série et une trafiquante du cartel du Golfe. Bien que vivant à la frontière mexico-américaine côté sud, elle fit ses études à Brownsville (Texas) et obtint un statut de résidente ce qui lui permit de s'inscrire au Texas Southmost College. Considérée par ses pairs comme une bonne élève, elle étudia l'éducation physique et sportive et se prépara à entrer à l'université pour obtenir un certificat d'enseignant d'éducation physique.
Elle rencontra Adolfo Constanzo, trafiquant de drogue, chef d'une secte occulte et diseur de bonne aventure, qui l'initia à la sorcellerie et à la magie noire. Constanzo la surnomma « La Madrina » et lui enseigna son culte, qui était un conglomérat de Santeria, de religion aztèque et de Palo Mayombe. Constanzo agressait sexuellement et tuait des trafiquants de drogue dont il utilisait les parties du corps lors de cérémonies sacrificielles qui se déroulaient dans un vieil entrepôt près de Matamoros. De nombreuses parties de ses victimes étaient cuites dans une grande casserole appelée Nganga. Constanzo fit de Sara Aldrete la numéro 2 dans la chaîne de commandement de la secte et la chargea de superviser les disciples pendant que lui acheminait de la marijuana aux États-Unis.
En 1989, les sacrifices humains devinrent plus fréquents et attirèrent l'attention lorsqu'un touriste américain, Mark J. Kilroy, fut enlevé. Constanzo, Aldrete et le reste des disciples prirent la fuite. La police découvrit la cachette de Constanzo le 6 mai 1989 dans un appartement délabré de Mexico et donna l'assaut. Elle trouva les corps sans vie de Constanzo et de l'un de ses disciples. Sara Aldrete fut arrêtée peu de temps après et condamnée en 1990 pour association de malfaiteurs à 6 ans de prison. Lors d'un second procès elle fut reconnue coupable de plusieurs meurtres et condamnée à 62 années de prison supplémentaires. Si elle sort de prison, les autorités américaines prévoient de l'extrader et de la juger pour le meurtre de Mark Kilroy.

## Culture populaire
- Borderland, film mexico-américain de 2007 inspiré de l'affaire Kilroy.
- Madrina, chanson de rap français produite par Maes et Booba.

## Source
- (en) Cet article est partiellement ou en totalité issu de l’article de Wikipédia en anglais intitulé « Sara Aldrete » (voir la liste des auteurs).